# Om jag skriver en sång
Om jag skriver en sång är en låt skriven av Eva Dahlgren. Hon framförde den under svenska Melodifestivalen 1979, där bidraget slutade på tredje plats. och inspelad av henne på albumet Finns det nån som bryr sej om från 1979. samt utgiven på singel samma år.

### Fotnoter
1. ↑  ”Poplight”. 11 mars 1979. Arkiverad från originalet den 4 juli 2013. https://web.archive.org/web/20130704031054/http://poplight.zitiz.se/melodifestivalen/1979. Läst 17 augusti 2012.
2. ↑  ”Finns det nån som bryr sej om” (på svensk). Svensk mediedatabas. http://smdb.kb.se/catalog/id/001886357. Läst 17 augusti 2012.
3. ↑  ”Om jag skriver en sång” (på svensk). Svensk mediedatabas. http://smdb.kb.se/catalog/id/001881602. Läst 17 augusti 2012.